# ダイアネティックス
ダイアネティックス（Dianetics）は、SF作家のL・ロン・ハバードによって作られた、心と身体の形而上学的関係に関する一連の疑似科学の思想と実践である（2010年現在）。ダイアネティックスは、サイエントロジー やネーション・オブ・イスラムの信奉者によって実践されている（2010年現在）。
ダイアネティックスはもともと精神医学の一分野として考案されたが、後にハバードは、さまざまな精神分析医が彼の精神療法を拒否したことから、これを軽蔑するようになる。ダイアネティックスは心理療法の一種として紹介されているが、オーディティングやエングラムを含むその中核となる概念は、当初から心理学者やその他の科学者によって否定されており、信頼できる証拠によって裏付けられていない。